# Niels Hemmingsens Gade
Niels Hemmingsens Gade er en gade i indre by i København. Gaden starter ved Amagertorv og passerer Gråbrødretorv, før den munder ud i Skindergade.
Gaden er opkaldt efter teologen Niels Hemmingsen, der var præst i Helligåndskirken 1547-1553. Helligåndskirken og Helligåndshuset har i dag adressen Niels Hemmingsens Gade nr. 5, om end den primære adgang til dem er fra Amagertorv.

## Tidligere gadenavne
Strækningen mellem Skindergade og Gråbrødre Torv var tidligere kendt både som Trompetergade og Trompetergangen, opkaldt efter Ambrosius Løffelman Trompeter, der havde en ejendom her. Strækningen ændrede navn til Store Helliggejststræde i 1874; men fra 1881 blev den en del af den nuværende Niels Hemmingsens Gade. Fra Valkendorfsgade til Løvstræde hed gaden tidligere Tugthusporten. Navnet stammer fra det børnehus, Christian 4. lod opføre, og som lå der i nogle år, før det efter kongens død blev flyttet til Christianshavns Torv med placering, hvor Lagkagehuset nu ligger. Efter klager fra beboerne ændrede Tugthusporten i 1843 navn til Lille Helliggejststræde; men fra 1881 blev også den strækning en del af den nuværende Niels Hemmingsens Gade.
I 1607 flyttede Christian 4. de gamle og syge fra Helligåndshuset ud til sin lystgård Vartov i Hellerup, og etablerede i stedet tugthus og arbejdsanstalt i hele kvarteret omkring det tidligere hospital. Løsgængeri var udbredt, og der var flere omstrejfere i København, end der var plads til i det gamle farveri i Farvergade, som fungerede som tugthus. De blev nu flyttet til det nedlagte hospital for at lære nyttige håndværk, og kongen anså produktionen fra denne håndværkerskole som en fremtidig indtægtskilde for nationen. Men løsgængerne lod sig ikke motivere til nogen videre indsats; selv om kønnene blev holdt strengt adskilt, gik kvindehuset alligevel under kaldenavnet "horestuen". Efter nogle år satte kongen i stedet sin lid til de indbragte børn i børnehuset. Efter Københavns brand 1728 stod kun Helligåndshuset tilbage; men navnet levede videre som Tugthusporten frem til 1843. 

## Bygninger
I Niels Hemmingsens Gade 8-10 ligger Kvindernes Bygning, opført i 1935, tegnet i funktionalistisk stil af Ragna Grubb. I bygningen ligger spillestedet Hotel Cecil - tidligere Jazzhouse.